# Louis Giambalvo
Louis Giambalvo (Brooklyn (New York), 8 februari 1945) is een Amerikaans acteur.

## Biografie
Giambalvo werd geboren in de buurtgemeenschap Sunset Park van de borough Brooklyn in New York. Hij haalde zijn master of fine arts aan de Harpur College in Broome County. Hij was ook lid van een theatergezelschap in Greenwich Village, samen met onder anderen Danny DeVito. In 1979 verhuisde hij naar Los Angeles voor zijn acteercarrière.

## Filmografie

### Films
Selectie:
- 2008 Bottle Shock – als George Taber
- 2003 Duplex – als apotheker
- 2002 Death to Smoochy – als Sonny Gordon
- 2000 Gun Shy – als Lonny Ward
- 1998 Gia – als Joe Carangi
- 1992 Hoffa – als vertegenwoordiger van RTA
- 1990 The Bonfire of the Vanities – als Ray Andruitti
- 1989 Weekend at Bernie's – als Vito
- 1985 Real Genius – als majoor Carnagie
- 1983 Deal of the Century – als Freddie Muntz
- 1982 Airplane II: The Sequel – als getuige

### Televisieseries
Uitgezonderd eenmalige gastrollen.
- 2009 General Hospital – als Ralph – 3 afl.
- 1995 Pointman – als Don Luigi Vito – 2 afl.
- 1994 NYPD Blue – als Dominic Bucci – 2 afl.
- 1989 Anything But Love – als Norman Keil – 6 afl.
- 1981-1987 Hill Street Blues – als Rob Nelson – 8 afl.
- 1986 Knots Landing – als Phil Harbert – 9 afl.
- 1986 On Wings of Eagles – als Paul Chiapparone – 2 afl.
- 1984-1985 Fame – als Carmine Amatullo – 2 afl.
- 1983-1984 Oh Madeline – als Robert Leone – 18 afl.
- 1980-1982 Barney Miller – als Gerald Serrano – 2 afl.
- 1982 The Devlin Connection – als Earl Borden – 13 afl.

- Biblioteca Nacional de España: XX1594289
- Bibliothèque nationale de France: cb14181271v (data)
- International Standard Name Identifier: 0000 0000 6064 9240
- Virtual International Authority File: 87321566
- WorldCat: E39PBJk4JqdWv6WcXyRXWwrpfq